# Benešovský mlýn
Benešovský mlýn (Steinmühle) v Benešově nad Černou v okrese Český Krumlov je vodní mlýn, který stojí na říčce Černá. Od roku 1990 je chráněn jako nemovitá kulturní památka České republiky.

## Historie
Mlýn je postaven na místě staršího železného hamru, ze kterého se dochovaly sklepy, základové zdivo a štola s náhonem.
Z roku 1760 pochází záznam o úmrtí manželky Jakuba Hanise, mlynáře v Benešově nad Černou.

## Popis
Voda na vodní kolo vedla náhonem od jezu. V roce 1930 měl mlýn dvě kola na svrchní vodu (průtok 0,385 m³/s, spád 4,2 m, výkon 13 HP). Z provozů se dochovala pila.